# Charles Neville, VI conde de Westmorland
Charles Neville, VI conde de Westmorland (18 de agosto de 1542 – 16 de noviembre de 1601) fue un noble inglés y uno de los líderes del Levantamiento del Norte en 1569.
Era hijo de Henry Neville, V conde de Westmorland y Lady Anne Manners, segunda hija de Thomas Manners, conde de Rutland.
En 1563, se casó con Jane Howard, hija de Henry Howard, Conde de Surrey y Frances de Vere. Ella era hermana de Thomas Howard, duque de Norfolk, y Henry Howard, conde de Northampton.
De educación católica, y aliado de la familia Howard, Westmorland se opuso a las políticas protestantes de Isabel I y en noviembre de 1569 se unió a Thomas Percy, conde de Northumberland en la Rebelión del Norte contra la Reina. Los rebeldes capturaron Durham, y celebraron una misa Católica. Las fuerzas leales a la reina consiguieron aplastar la rebelión, cuyo objetivo era rescatar a María Estuardo de la cárcel.
Ambos condes huyeron a Escocia. Westmorland encontró protección durante una larga temporada en el castillo de Fernyhurst, la residencia de Lord Kerr en Roxburghshire, pero mientras tanto, su primo Robert Constable, fue contratado por Sir Ralph Sadler para encontrar y entregar al conde a los ingleses.
Tras la captura de Northumberland en 1572, Westmorland huyó a Flandes, donde viviría en la pobreza. Nunca volvería a ver a su esposa Jane Howard, que murió en 1593, ni al resto de su familia. Su vasta herencia fue confiscada, entre ellas la fortaleza de Brancepeth y su residencia de Raby.
Un informe enviado por el espionaje inglés desde París en agosto de 1585 informa de que Charles Neville, el fugitivo Conde de Westmorland, podría, como parte de una invasión católica de Inglaterra, desembarcar en Cumberland o Lancashire y unirse al hermano de Henry, Percy VIII conde de Northumberland (ejecutado en 1585) por apoyar a Maria de Escocia.
En 1588, Westmorland lideró una fuerza de 700 ingleses fugitivos en los puertos de Flandes, formando parte de un ejército de 103 compañías de infantería y 4000 jinetes (en total, unos 30.000 hombres) dirigido por Alejandro Farnesio, Duque de Parma, además de otros 12.000 hombres, proporcionados por el Duque de Guisa en la costa de Normandía, para atacar el Oeste de Inglaterra, bajo el amparo y protección de la Armada española.
Westmorland huyó y vivió exiliado en el Continente; fue proscrito por Parlamento de Inglaterra en 1571. Recibió una pequeña pensión de Felipe II de España, muriendo pobre y olvidado el 16 de noviembre de 1601.